# فرامرز بن خداداد ابن عبدالله الکاتب الارجانی
فرامرز بن خداداد ابن عبدالله الکاتب الارجانی نویسنده کتاب سمک عیار می‌باشد.
فرامرز پسر خداداد پسر عبدالله نویسنده اهل ارجان بوده‌ است.
وی داستان‌ها را از زبان یک راوی به نام صدقه پسر ابوالقاسم فراهم آورده‌ است. سمک عیار یکی از داستان‌های عامیانهٔ فارسی است که سینه‌به‌سینه نقل شده و سده‌ها مایهٔ سرگرمی مردم ایران بوده‌ است.
صحنه‌های این داستان در ایران و سرزمین‌های نزدیک به آن اتفاق می‌افتند. بیشتر شخصیت‌ها و قهرمانان این کتاب نام‌های ایرانی دارند. شخصیت اصلی این کتاب پهلوانی نام‌آور به نام سمک عیار است که در طی ماجراهایی با خورشیدشاه سوگند برادری می‌خورد.
داستان‌های سمک عیار روایت مردمان عادی بوده و در میان عوام مشهور و محبوب بوده‌اند، زبان این کتاب نیز بسیار ساده و روان است و زبان عمومی آن دوره را نشان می‌دهد. سمک عیار به نظر برخی کهن‌ترین داستان عامیانه بلند نثر فارسی است.